# Eufemio da Messina
Eufemio da Messina (800 circa – Castrogiovanni, 828) è stato un ammiraglio bizantino con il grado di turmarca. 
Elevato a tale incarico da Costantino il "Suda", preposto al governo della Sicilia in nome dell'imperatore di Bisanzio, si rese protagonista di vari tentativi per l'emancipazione dell'isola da Bisanzio.

## Biografia
Dal nome si ritiene nato a Messina. Tra i più ricchi ottimati siciliani, con i suoi successi militari si guadagnò un consenso tale da attirare la preoccupata ostilità dell'impero bizantino: fu accusato di aver sposato una suora novizia, Omoniza, dopo averla rapita in un convento.
Eufemio si ribellò contro i bizantini eliminando il patrizio Gregora, potente alleato di Bisanzio, e con l'aiuto di vari nobili conseguì alcuni successi militari, forse uccise il generale Fotino inviato dall'imperatore bizantino Michele il Balbo; attorno all'823 a Siracusa si proclamò imperatore della Sikelia, indipendente da Costantinopoli.
In pratica, fu un capo carismatico, riconosciuto come un re dalla stessa popolazione: il titolo di imperatore indicava il suo dominio sull'intero territorio dell'isola in contrapposizione all'imperatore bizantino.
Ma il suo dominio fu effimero: due suoi governatori si ribellarono e, con l'aiuto di autoctoni rimasti fedeli a Bisanzio, inaspettatamente lo sconfissero, quindi entrarono in Siracusa costringendo Eufemio a fuggire in Ifriqiya (all'incirca l'attuale Tunisia). 
Lì trovò rifugio presso l'emiro aghlabide di Qayrawān, Ziyadat Allah I, cui chiese aiuto, in cambio di futuri tributi, per realizzare uno sbarco in Sicilia e cacciare i bizantini.
I musulmani, che forse avevano già progettato un'invasione della Sicilia, prepararono una flotta di 70 navi, chiamando al jihād marittimo il maggior numero di volontari, ufficialmente per assolvere a un obbligo morale ma di fatto per allontanare dall'Ifrīqiya il maggior numero possibile di sudditi facinorosi, che non avevano mancato di creare gravi tensioni: iniziò così la conquista islamica della Sicilia.
Nell'827 Eufemio tornò in Sicilia con una grande flotta comandata da Asad ibn al-Furat che sbarcò nei pressi di Mazara del Vallo. Tuttavia dovette presto rendersi conto che i capi arabi da liberatori si erano trasformati in conquistatori, tradendo gli accordi precedentemente intercorsi e diventando suoi nemici.
Eufemio fu assassinato a Castrogiovanni, durante l'assedio (828), tradito dai cittadini con cui aveva cercato di riprendere contatto contro il nuovo invasore, dopo che i Bizantini lo avevano estromesso. Con successive iniziative militari e fino alla fine del secolo, gli Arabi porteranno avanti la conquista dell'isola.

## Nella cultura di massa
Eufemio da Messina è anche il titolo di una tragedia di Silvio Pellico del 1830 e di un'opera lirica del 1853 di Carlo Andrea Gambini. Sulla sua figura è parzialmente ispirata l'opera Irene, ossia l'assedio di Messina di Giovanni Pacini, del 1833.
Nel 2017 Eufemio viene interpretato da Albano Jerónimo nel corso del quarto episodio (Il piano) della quinta stagione della serie televisiva Vikings.